# Giulio Foresti
Giulio Foresti, italijanski dirkač, * 1888, Bergamo, † 1965.
Giulio Foresti je na dirkah za Veliko nagrado prvič sodeloval v sezoni 1921, ko je na dirki Targa Florio z dirkalnikom Itala 55 zasedel šesto mesto. Že na dirki Targa Florio v naslednji sezoni 1922 pa je v tovarniškem moštvu Etablissements Ballot dosegel svoj prvi večji uspeh s tretjim mesto v dirkalniku Ballot 2LS. Po več sezonah brez vidnejših rezultatov in več zamenjanih moštvih je svojo prvo in edino zmago dosegel na dirki Targa Abruzzi v sezoni 1928 kot privatnik z dirkalnikom Bugatti T43. V sezoni 1929 je dosegel še drugo mesto na dirki Giro di Sicilia za moštvo Officine Meccaniche, po dirki Mille Miglia v naslednji sezoni 1930, kjer je bil deveti, pa se je upokojil kot dirkač.